# Heterochaeta tenuipes
Heterochaeta tenuipes är en bönsyrseart som beskrevs av John Obadiah Westwood 1841. Heterochaeta tenuipes ingår i släktet Heterochaeta och familjen Mantidae. Inga underarter finns listade i Catalogue of Life.